# Piotr Pcionek
Piotr Pcionek (ur. 1955 w Michałówce) – generał brygady Wojska Polskiego w stanie spoczynku.

## Życiorys
W 1975 r. rozpoczął służbę wojskową jako podchorąży Wyższej Szkoły Oficerskiej Wojsk Pancernych im. Stefana Czarnieckiego w Poznaniu, którą ukończył w 1979 r. Od 1986 r. studiował w Akademii Sztabu Generalnego Wojska Polskiego. Po ukończeniu Wyższej Szkoły Oficerskiej Wojsk Pancernych w Poznaniu objął w 1979 r. stanowisko dowódcy plutonu czołgów w 25 Pułku Czołgów w Szczecinie. Od 1982 r. był dowódcą kompanii czołgów w 5 Pułku Zmechanizowanymw Szczecinie. Od 1984 do 1987 dowódca 1 kcz 25 pcz w Szczecinie. Od 1989 r., po ukończeniu Akademii Sztabu Generalnego Wojska Polskiego, został wykładowcą w Centrum Szkolenia Operacji Pokojowych w Kielcach. W latach 1990–1991 był dowódcą batalionu czołgów w 5 pułku zmechanizowanym. Następnie w latach 1991–1992 pełnił służbę jako starszy oficer operacyjny 12 Dywizji Zmechanizowanej. W latach 1992 do 1995 r. był zastępcą dowódcy pułku ds. liniowych, później szefem sztabu 9 Pułku Zmechanizowanego. W 1994 r. dowodził tym pułkiem.
1 marca 1995 r. dowódca 12 SzDZ powierzył ppłk dypl. P. Pcionkowi organizację 6 Brygady Pancernej. Z dniem 2 sierpnia 1995 r. Minister Obrony Narodowej wyznaczył go na dowódcę 6 Brygady Pancernej, a następnie 6 Brygady Kawalerii Pancernej im. gen. bryg. Konstantego Plisowskiego. W roku 1999 został szefem wydziału szkolenia, potem był szefem szkolenia 12 Dywizji Zmechanizowanej.
W 2002 r. został asystentem szefa sztabu 2 Korpusu Zmechanizowanego w Krakowie. W 2005 r. ukończył Studium Polityki Obronnej w Akademii Obrony Narodowej w Warszawie. 15 sierpnia 2005 r. Prezydent RP Aleksander Kwaśniewski mianował go na stopień generała brygady. We wrześniu 2005 r. został dowódcą 12 Brygady Zmechanizowanej w Szczecinie.
W roku 2007 został szefem wojsk pancernych i zmechanizowanych dowództwa Wojsk Lądowych. Od 2008 r. był szefem sztabu w Dowództwie Operacyjnym Rodzajów Sił Zbrojnych. W czerwcu 2009 r. został skierowany do rezerwy kadrowej (ze względu na trudną sytuację rodzinną). W 2010 r. został asystentem dowódcy 2 Korpusu Zmechanizowanego i do dnia odejścia do rezerwy służył na tym stanowisku.
15 sierpnia 2012 r. gen. Piotr Pcionek został pożegnany przez prezydenta Bronisława Komorowskiego wraz z grupą generałów kończących zawodową służbę wojskową, otrzymując pamiątkowy ryngraf.

## Awanse
- podporucznik – 1979
- porucznik – 1982
- kapitan – 1986
- major – 1991
- podpułkownik – 1994
- pułkownik – 1998
- generał brygady – 15 sierpnia 2005[5]

## Ordery i odznaczenia
- Srebrny Krzyż Zasługi
- Złoty Medal za Długoletnią Służbę
- Złoty Medal „Za zasługi dla obronności kraju”
- Złoty Medal „Siły Zbrojne w Służbie Ojczyzny”
- Srebrny Medal „Za zasługi dla obronności kraju”
- Srebrny Medal „Siły Zbrojne w Służbie Ojczyzny”
- Brązowy Medal „Za zasługi dla obronności kraju”
- Brązowy Medal „Siły Zbrojne w Służbie Ojczyzny”
- Odznaka pamiątkowa 5 Pułku Zmechanizowanego
- Odznaka pamiątkowa 6 Brygady Pancernej
- Odznaka pamiątkowa 12 Dywizji Zmechanizowanej
- Odznaka pamiątkowa 2 Korpusu Zmechanizowanego
- Odznaka pamiątkowa 12 BZ
- Odznaka pamiątkowa Dowództwa Wojsk Lądowych
- Odznaka pamiątkowa Dowództwa Operacyjnego Sił Zbrojnych
- Pamiątkowy ryngraf od prezydenta Bronisława Komorowskiego w związku z zakończeniem zawodowej służby wojskowej